# Trollface

Зображення trollface

Троллфейс (від англ. Trollface — «Обличчя троля») — мем-образ персонажа, що має пустотливу усмішку. Trollface символізує інтернет-тролінг.

## Історія
Trollface намалював у Microsoft Paint 18-річний студент Оклендського коледжу Карлос Рамірес 19 вересня 2008 року. Зображення було опубліковано на сторінці Раміреса в DeviantArt, як частина коміксу під назвою «Trolls», що розповідає про безглуздий характер тролінгу. У пості на deviantART Рамірес додав примітку, що він намагався намалювати комікс-персонажа, відомого як "Гвалтівник-гризун". Також Рамірес опублікував зображення в Іміджборд на сайті 4chan, де інші користувачі почали ділитися зображенням. Наступні місяці зображення швидко набуло популярності на 4chan і вважалося універсальним смайликом інтернет-тролю та комічним персонажем. Після 4chan Trollface поширився на Reddit і Urban Dictionary в 2009  , а потім і в інші інтернет-сайти обміну зображеннями, такі як Imgur і Facebook .
8 квітня 2015 року Kotaku провів з Раміресом докладне інтерв'ю про Trollface. Рамірес підрахував, що він заробив понад 100 000 доларів, з моменту реєстрації в Управлінні з авторських прав США в 2010 році, з щомісячним доходом, що досягає 15 000 доларів.